# Wesselényi utca (Budapest)
A Wesselényi utca Budapest VII. kerületében, Erzsébetvárosban található, a Rákóczi úttal és a Király utcával párhuzamos, a Károly körutat a Rottenbiller utcával összekötő, az Erzsébet körutat átszelő, mintegy 1,5 kilométer hosszú utca. A Wesselényi utca határolta terek a Kéthly Anna tér és az Almássy tér.

## Története
A mai Wesselényi utcának a Síp utcától a mai Kertész utcáig vezető első szakaszának megnyitását egy 1838-ben készült Terézváros-térképen már tervbe vették, az először Arena Gasse-nak nevezett utcát viszont Carl Tenczer ugyanabban az évben készült Pest-térképe már meglévőként ábrázolta, de az utca tényleges kiépítése másfél évtizedbe is beletelt. Az 1860-as években az Aréna utca Kertész utcától induló felső, az Aréna útig (ma Dózsa György út), vagyis a Városerdőig (ma Városliget) húzódó szakasza többnyire még csak szabályozási vonalként létezett.
Mai nevét 1872-ben kapta Wesselényi Miklós reformkori politikusról. Az első évtizedben csak a belváros felőli része épült ki, ám 1887-re megnyitották a Rottenbiller és a Nefelejcs utca közötti szakaszát is. 1889-ben a Rottenbiller utcától az Aréna útig (ma Dózsa György út) terjedő szakasza az 1848–49-es forradalom és szabadságharc honvéd tábornoka, Dembinszky Henrik után a Dembinszky utca nevet kapta. Végül 1897-ben nyitották meg az utca elején a Károly körút és a Síp utca közötti rövid szakaszt, ezzel a Wesselényi utca elnyerte mai vonalát.
A századfordulós Budapesten zsidó munkások telepedtek le a Wesselényi utcában, majd a II. világháború végén a budapesti gettó központi útvonala volt.

## Jeles épületei
- Wesselényi u. 7. Izraelita kultúrház az ún. Goldmark-teremmel (Tauszig Béla és Róth Zsigmond, 1930–1931). A korábban a telken álló zsidó polgári leányiskola teljes átépítésével készült art déco stílusban. Fő homlokzata a Dohány utcai zsinagóga mögötti udvarra néz, az utcai homlokzat domborműves ablakai Strasser István alkotásai. Ma Wesselényi utcai része Talmud-Tóra Oktatási Központ.
- Wesselényi u. 11. Lakóház (eklektikus, 1870 körül).
- Wesselényi u. 15. Lakóház (Hild József?, klasszicista, 1860).
- Wesselényi u. 17. A volt Székesfővárosi Cipész Ipartestület Székháza (Kopeczek György, romantikus, 1905). Ma Erzsébetvárosi Közösségi Ház, illetve a kerületi civil szervezetek székhelyéül szolgál.
- Wesselényi u. 18. Schiffer-ház (Schwarz Jenő és Horváth Antal, szecessziós, 1908).
- Wesselényi u. 20–22. Az Oktatási és Kulturális Minisztérium épülete (kortársi modern, 1995).
- Wesselényi u. 24. Lakóház (Román Miklós és Ernő, szecessziós, 1910–1911).
- Wesselényi u. 26. Hoffmann-ház (Barát Béla és Novák Ede, modern, 1929).
- Wesselényi u. 32. Polgár-ház (Ágoston Emil, szecessziós, 1909).
- Wesselényi u. 38. Lakóépület, ma BGSzC II. Rákóczi Ferenc Technikum (eklektikus, 1890 k.)
- Wesselényi u. 40. Lung-ház (Mellinger Artúr, szecessziós, 1902).
- Wesselényi u. 44. Volt izraelita polgári iskola (Freund Vilmos, 1896). A vészkorszak idején  a zsidó gettó kórházaként működött épület. Ma Amerikai Alapítványi Iskola, benne zsinagóga.
- Wesselényi u. 52. 1944. december 29-én ebben az épületben végeztek ki a német fasiszták nyolcvanegy embert, köztük a Visegrádi utcai ellenállókat és a Vilmos-laktanya Kiska-alakulatának tagjait.
- Wesselényi u. 53. Baptista imaház és Meyer Henrik Baptista Teológiai Diákotthon (1887). Magyarország első, Meyer Henrik alapította baptista gyülekezeti imaháza volt.
- Wesselényi u. 62. Pesti Magyar Színház épülete (művészbejáró).[4]
- Wesselényi u. 69. Vasdinyei-ház (Szabó Jenő és Miakits Károly, szecessziós, 1911-12).
- Wesselényi u. 73. A volt Festő Ipartestület Országos Szövetségének székháza (Makoldy József és Lack János, neoklasszicista, 1929). Ma is ipartestületi székház.

## Galéria
- Az izraelita kultúrház domborműves ablakai (Wesselényi u. 7)
- A volt cipész ipartestületi székház (Wesselényi u. 17)
- A baptista imaház
 (Wesselényi u. 53)
- A volt festő ipartestületi székház (Wesselényi u. 73)